# Nacionalitat uruguaiana
La nacionalitat uruguaiana (castellà: nacionalidad uruguaya) es basa principalment en criteris d'ius soli. Els requisits per a l'obtenció de la ciutadania uruguaiana estan recollits en la Constitució, secció III, capítol I. La doble o múltiple nacionalitat és legal a l'Uruguai.

## Tipus de ciutadans
Hi ha dos tipus de ciutadans: els naturals i els legals.

### Ciutadans naturals
És un ciutadà natural:
1. El nascut a l'Uruguai, fill de pare o mare uruguaians.
2. El nascut a l'Uruguai, fill de pares estrangers, excepte si els progenitors es troben al país per qüestions de servei diplomàtic.
3. El nascut a l'estranger, si un dels seus pares (o ambdós) és uruguaià.

### Ciutadans legals
És un ciutadà legal aquell que obté la nacionalitat després del seu naixement. En aquest cas cal un examen de llengua castellana per a demostrar que la persona pot comunicar-se en l'idioma local amb certa fluïdesa. S'aplica en els següents tres casos:
1. Després d'invertir una gran suma de diners a l'Uruguai o contribuir a la ciència, a l'art o la indústria nacional durant tres anys ininterromputs de residència.
2. Contreure matrimoni amb un ciutadà uruguaià dona dret a residència al país. Després de cinc anys es pot sol·licitar la nacionalitat, quantitat de temps que es redueix a tres anys si l'estranger té fills nascuts a l'Uruguai.
3. Per gràcia de l'Assemblea General de l'Uruguai a persones que hagin reunit mèrits suficients o hagin realitzat alguna contribució destacada al país.